# Cadre-45/1-Weltmeisterschaft 1930

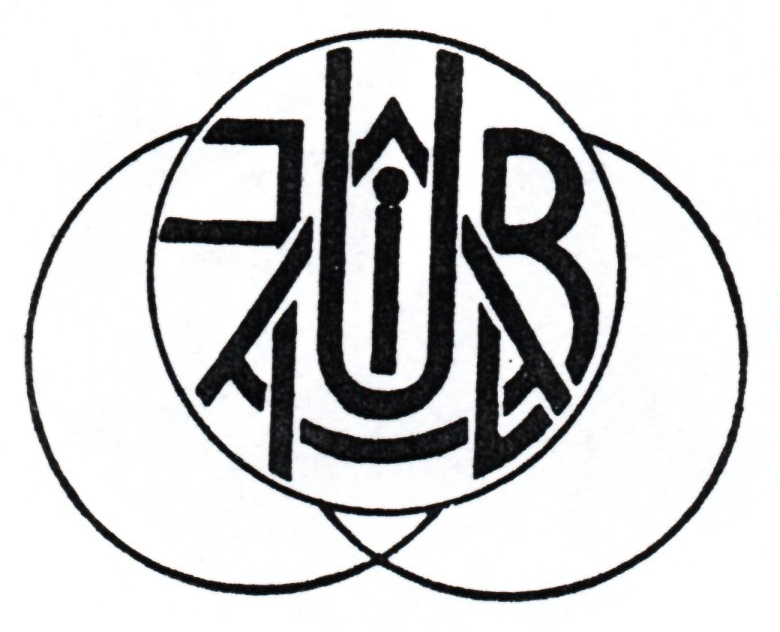
Logo UIFAB (ausrichtender Verband)

Veranstaltungsort: Lyon

Die Cadre-45/1-Weltmeisterschaft 1930 war die vierte Cadre 45/1 UIFAB-Weltmeisterschaft, die bis 1938 im Cadre 45/1 und ab 1967 im Cadre 47/1 ausgetragen wurde. Das Turnier fand vom 10. bis zum 14. April 1930 im französischen Lyon statt. Es war die dritte Cadre 45/1 Weltmeisterschaft in Frankreich.

## Geschichte
Der zum ersten Mal an einer Cadre 45/1 Weltmeisterschaft teilnehmende Belgier Gustave van Belle gewann noch 30-jährig mit erstklassigen Leistungen das Turnier. Er verlor lediglich seine erste Turnierpartie gegen seinen Landsmann Théo Moons mit 242:300 in 16 Aufnahmen. Danach gewann van Belle alle seine Partien inklusive der Stichpartie. Alle bestehenden Weltrekorde überbot er deutlich. Den besten Generaldurchschnitt (GD) verbesserte er von 12,76 auf 21,30. Den besten Einzeldurchschnitt (BED) von 21,42 auf 50,00 und die Höchstserie von 106 auf 177.

## Turniermodus
Es wurde im Round Robin System bis 300 Punkte gespielt. Bei MP-Gleichstand (außer bei Punktgleichstand beim Sieger) wird in folgender Reihenfolge gewertet:
1. MP = Matchpunkte
2. GD = Generaldurchschnitt
3. HS = Höchstserie

## Abschlusstabelle

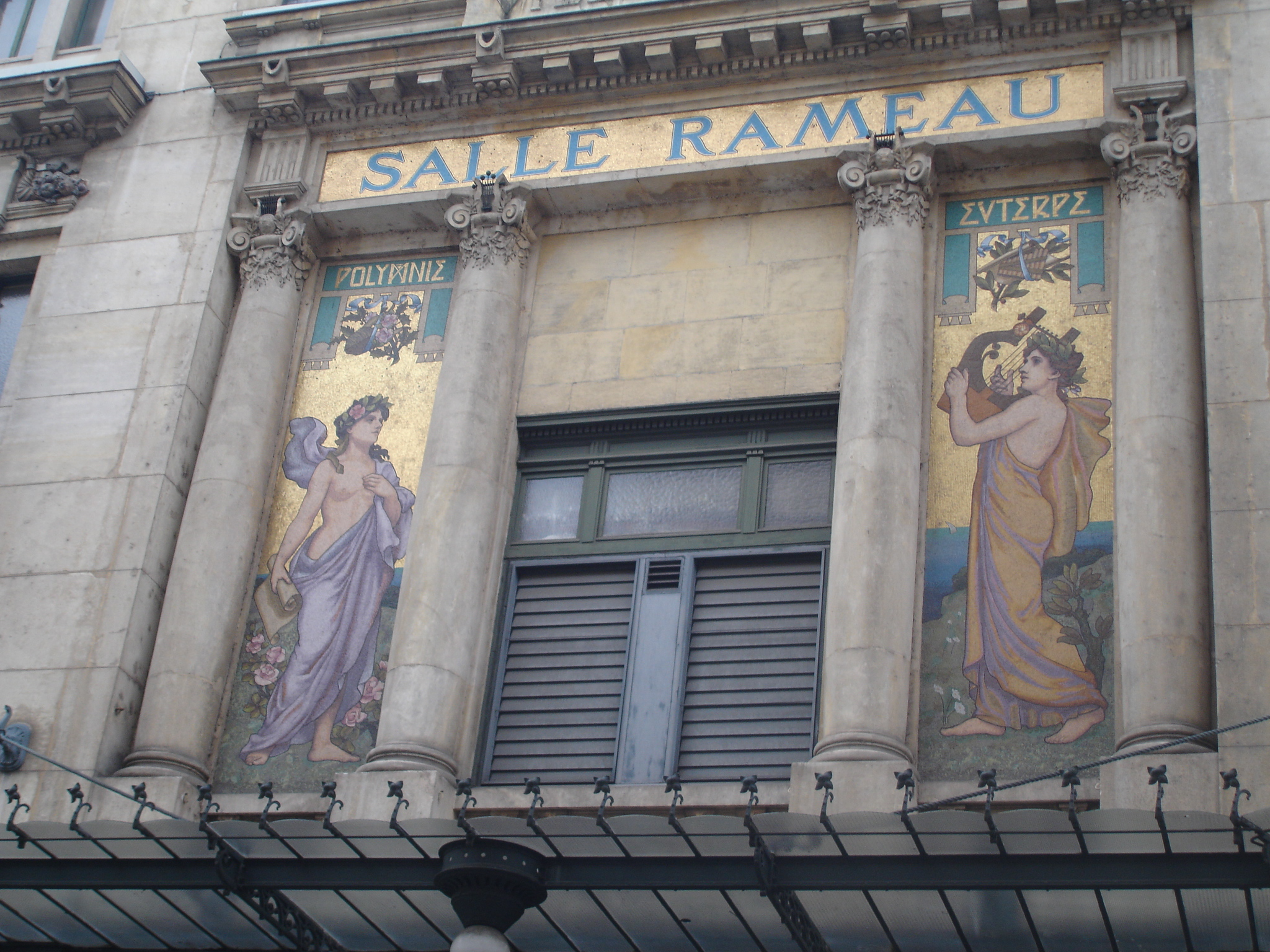
Fassade Salle Rameau

| MP    | Match Points (Sieger = 2; Unentschieden = 1; Verlierer = 0) |
| Pkte. | Erzielte Karambolagen                                       |
| Aufn. | Benötigte Versuche                                          |
| GD    | Generaldurchschnitt                                         |
| BED   | Bester Einzeldurchschnitt eines Spielers                    |
| HS    | Höchstserie                                                 |
|       | Bester GD des Turniers                                      |
|       | Bester ED des Turniers                                      |
|       | Beste HS des Turniers                                       |
|       | 1. Platz (Gold)                                             |
|       | 2. Platz (Silber)                                           |
|       | 3. Platz (Bronze)                                           |

| Platz                                       | Name              | MP   | Pkte. | Aufn. | GD    | BED   | HS  |
| ------------------------------------------- | ----------------- | ---- | ----- | ----- | ----- | ----- | --- |
| 1                                           | Gustave van Belle | 14:2 | 2342  | 118   | 19,84 | 42,85 | 177 |
| 2                                           | Edmond Soussa     | 14:2 | 2355  | 184   | 12,79 | 14,28 | 98  |
| 3                                           | Théo Moons        | 12:4 | 2216  | 166   | 13,34 | 27,27 | 114 |
| 4                                           | Walter Baltus     | 10:6 | 1888  | 196   | 9,63  | 13,63 | 95  |
| 5                                           | Albert Corty      | 8:8  | 2116  | 246   | 8,60  | 11,53 | 142 |
| 6                                           | Otto Unshelm      | 6:10 | 1848  | 247   | 7,48  | 8,57  | 71  |
| 7                                           | Raimundo Vives    | 4:12 | 1411  | 242   | 5,83  | 10,34 | 74  |
| 8                                           | Walter Feller     | 2:14 | 1461  | 202   | 7,23  | 9,67  | 61  |
| 9                                           | Emile Sicard      | 2:14 | 1588  | 251   | 6,32  | 6,66  | 54  |
| Turnierdurchschnitt: 9,44                   |                   |      |       |       |       |       |     |
| Stichpartie                                 |                   |      |       |       |       |       |     |
| -                                           | Gustave van Belle | 2:0  | 300   | 6     | 50,00 | 50,00 | 133 |
| -                                           | Edmond Soussa     | 0:2  | 82    | 5     | 16,40 | –     | 40  |
| nach Stichpartie                            |                   |      |       |       |       |       |     |
| 1                                           | Gustave van Belle | 16:2 | 2642  | 124   | 21,30 | 50,00 | 177 |
| 2                                           | Edmond Soussa     | 14:4 | 2437  | 189   | 12,89 | 14,28 | 98  |
| Turnierdurchschnitt: 7,68 (mit Stichpartie) |                   |      |       |       |       |       |     |